# Эбербах, Генрих
Генрих Эбербах (нем. Heinrich Eberbach; 24 ноября 1895 — 13 июля 1992) — немецкий офицер, участник Первой и Второй мировых войн, генерал танковых войск, кавалер Рыцарского креста с Дубовыми листьями.

## Начало военной карьеры
1 июля 1914 года поступил на военную службу, фанен-юнкером (кандидат в офицеры), в пехотный полк.

## Первая мировая война
С 28 августа 1914 года — на Западном фронте. 16 октября 1914 года был в первый раз ранен осколком снаряда в бедро. С февраля 1915 года — лейтенант, командир пехотного взвода. В сентябре 1915 года — тяжело ранен (потерял часть носа), взят во французский плен (в декабре 1916 года — помещён в госпиталь в Швейцарии). В сентябре 1917 года — бежал из Швейцарии, вновь на военной службе. С июня 1918 года — в должности офицера связи при турецкой армии в Палестине. В сентябре 1918 года — взят в британский плен. За время войны награждён Железными крестами обеих степеней и Рыцарским крестом (Вюртембергским).

## Между мировыми войнами
В ноябре 1919 года — отпущен из плена. В декабре 1919 года — поступил на службу в полицию.
В августе 1935 года — вернулся на военную службу, в звании майора. К началу Второй мировой войны — командир танкового полка, подполковник.

## Вторая мировая война
В сентябре — октябре 1939 года — участвовал в Польской кампании. Награждён планками к Железным крестам обеих степеней (повторное награждение).
В мае — июне 1940 года — участвовал во Французской кампании. Награждён Рыцарским крестом (№ 84). С августа 1940 года — полковник.
С 22 июня 1941 года — участвовал в германо-советской войне. Бои (в составе группы армий «Центр») в Белоруссии, затем на Московском направлении. В декабре 1941 года — награждён Дубовыми листьями (№ 42) к Рыцарскому кресту.
С 6 января 1942 года — командир 4-й танковой дивизии. С марта 1942 года — генерал-майор. С 26 ноября 1942 года — командующий 48-м танковым корпусом. 1 декабря 1942 года — тяжело ранен, после госпиталя — в командном резерве.
С января 1943 года — генерал-лейтенант. С февраля 1943 года — инспектор танковых войск. С августа 1943 года — в звании генерал танковых войск. 15 — 22 октября 1943 года — временно командовал 47-м танковым корпусом, затем — вновь 48-м танковым корпусом, затем 15 — 25 ноября 1943 года — 40-м танковым корпусом. С 25 ноября 1943 года — вновь инспектор танковых войск.
С 5 августа 1944 года — командующий 5-й танковой армией (на Западном фронте). 31 августа 1944 года — взят в британский плен.

## Награды
- Железный крест (1914) 2-го класса (12 октября 1914) (Королевство Пруссия)
- Железный крест (1914) 1-го класса (10 ноября 1917)
- Орден Фридриха рыцарский крест 2-го класса с мечами (8 июня 1917) (Королевство Вюртемберг)
- Нагрудный знак «За ранение» (1918) чёрный (Германская империя)
- Почётный крест Первой мировой войны 1914/1918 с мечами (1934)
- Медаль «За выслугу лет в вермахте» с 4-го по 1-й класс
- Пряжка к Железному кресту (1939) 2-го класса (23 сентября 1939)
- Пряжка к Железному кресту (1939) 2-го класса (2 октября 1939)
- Нагрудный знак «За ранение» (1939) в серебре
- Нагрудный знак «За танковую атаку» в серебре (20 июня 1940)
- Почётная пряжка на ленте для сухопутных войск (8 декабря 1941) [уточнить]
- Рыцарский крест Железного креста с дубовыми листьями
  - рыцарский крест (4 июля 1940)
  - дубовые листья (№ 42) (31 декабря 1941)
- Медаль «За зимнюю кампанию на Востоке 1941/42» (14 августа 1942)